# Múmias de Venzone

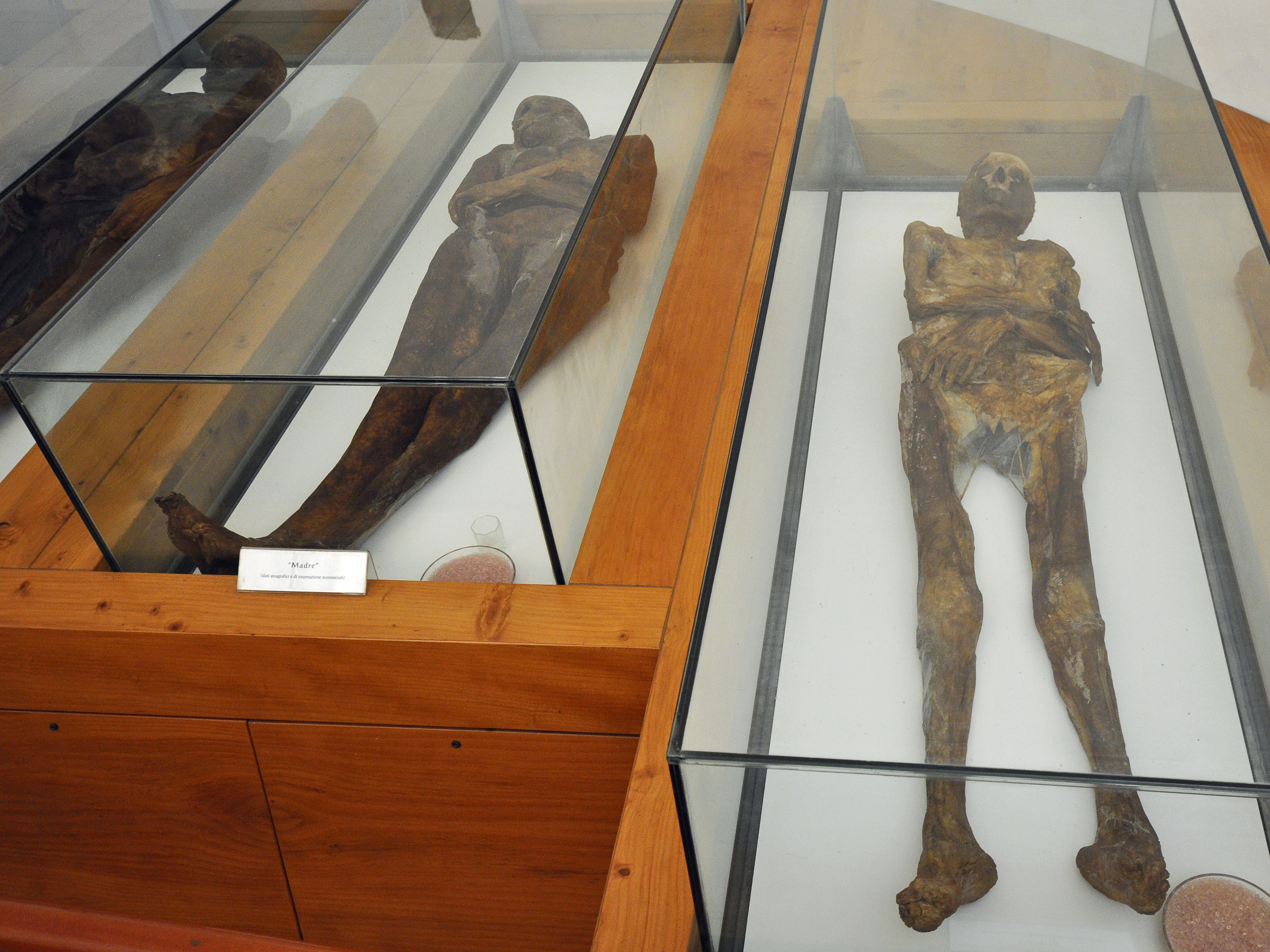
As múmias de Venzone

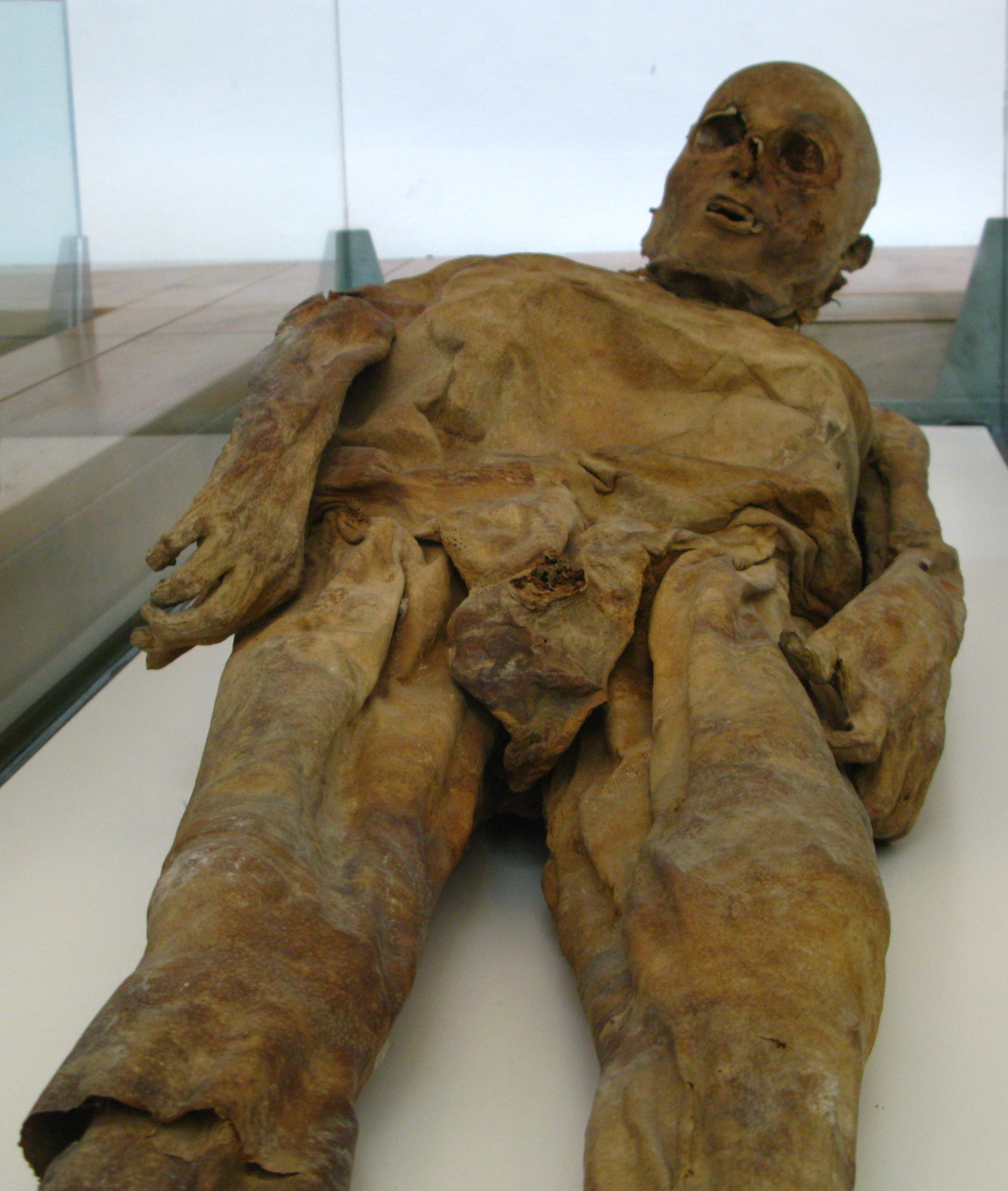
Múmia encontrada na capela romana do cemitério nas proximidades da catedral Sant'Andrea Apostolo em Venzone

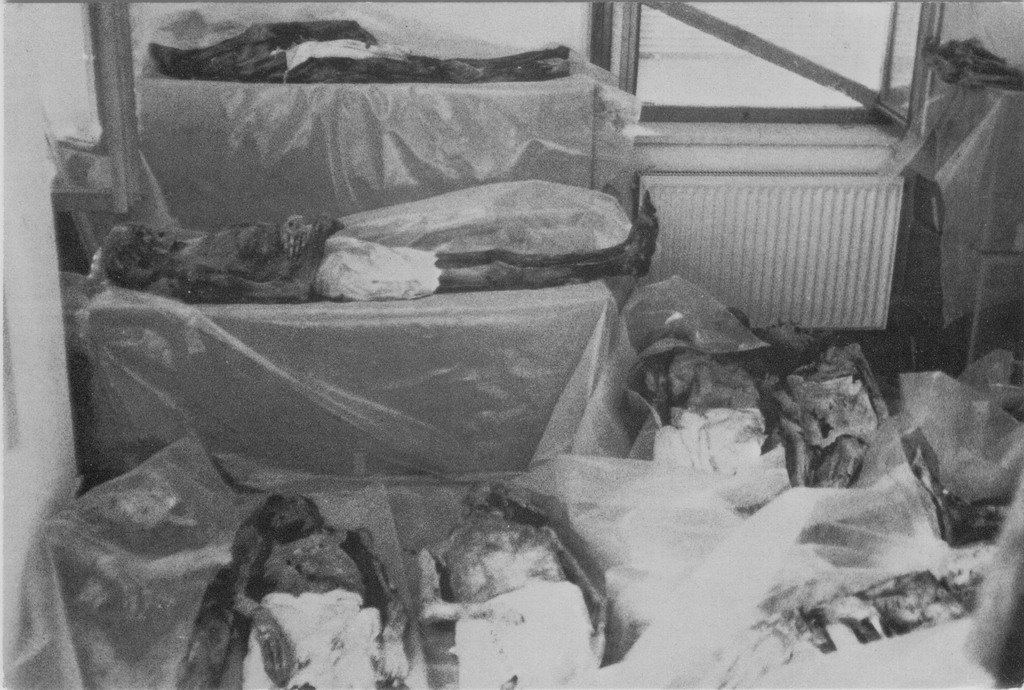
As múmias após o terremoto de 1976

As Múmias de Venzone são várias múmias encontradas em Venzone, Itália, nos anos 1600. Elas foram mumificadas por processos naturais e, enquanto essas mumificações naturais existem em outros lugares, a causa da preservação das múmias de Venzone em particular ainda permanece um mistério. 
Em 1906, o The Literary Digest traduziu partes de um artigo de F. Savorgnan de Brazza, que apareceu pela primeira vez na publicação francesa Cosmos. Seu artigo descreveu a história e as características desses corpos naturalmente preservados. As formas e características de sua aparência, ele descreve, eram inteiramente reconhecíveis. O primeiro cadáver descoberto pesava apenas 15 quilos, com o restante pesando algo entre 10 e 20 quilos. 
Em seu tempo, o Sr. de Brazzo se referia à existência de várias hipóteses sobre a causa da mumificação. O mais razoável, ele acreditava, era atribuí-lo a uma espécie de fungo, Hypha tombicina, cujos esporos eram conhecidos por serem predominantes nos túmulos e em seus caixões de madeira. Mesmo assim, a teoria ainda permaneceu apenas uma especulação razoável. 
Quando o artigo de De Brazza e essa tradução subsequente foram publicados, havia claramente dúvidas que permaneciam, com o processo incapaz de ser realmente replicado, bem como as “condições que garantem sua vida e reprodução do fungo” ainda permanecem desconhecidas. Outra posição precária, como observa o Literary Digest, era saber que as múmias provavelmente nunca aumentariam em número. A prática de enterrar mortos nas igrejas foi posteriormente banida, impedindo assim muito mais observação do processo natural.

## Desenvolvimentos recentes
No momento da redação de De Brazza, o número de múmias em Venzone era de 42. Após um terremoto na área em 1976, o número foi reduzido para apenas 15. Seu número declinante, compreensivelmente, tornou bastante difícil estudar com precisão quais eram as condições por trás da mumificação. Como relata o professor Arthur C. Aufderheide da Universidade de Minnesota, enquanto a comunidade de Venzone pode ser "incrivelmente hospitaleira", aqueles com jurisdição sobre os corpos muitas vezes recusam o próprio Aufderheide a coletar amostras para análise. Por sua vez, isso significa que apenas as culturas já coletadas podem geralmente ser usadas hoje na análise de quais condições podem ter causado a mumificação. 
Embora várias teorias novas tenham sido apresentadas sobre a causa de sua preservação, ainda não há opinião conclusiva. De Brazza se contentou em atribuí-lo à presença de um fungo chamado Hypha tombicina, negando que o calcário - uma causa inteiramente possível das características das múmias - estivesse sempre presente nos túmulos. Pelo contrário, Aufderheide afirma que as múmias estavam realmente presentes em uma tumba que continha um piso de calcário nativo. Tal cenário, afirma ele, teria sido inteiramente adequado para provocar as mesmas condições que ainda hoje são vistas nessas múmias. Curiosamente, os estudos recentes de Aufderheide também falharam em detectar a presença de algo como o fungo Hypha.